# Sticherus squamulosus
Sticherus squamulosus là một loài dương xỉ trong họ Gleicheniaceae. Loài này được Desv. Nakai mô tả khoa học đầu tiên năm 1950.